# 中国人民解放军陆军第七十四集团军
中国人民解放军陆军第七十四集团军，隶属南部战区陆军，军部驻地广东省惠州市惠州西湖。

## 沿革
该军前身是辽东军区独立第一、第二、第三师。1948年3月，辽东军区三个独立师在辽阳地区成立东北野战军第五纵队，万毅任司令员，刘兴元任政治委员，吴瑞林任副司令员，唐凯任副政治委员，下辖第十三、第十四、第十五师。该纵队成为全国解放军中，唯一一支使用“第五纵队”番号的部队。1948年9至10月间，第五纵队参加辽沈战役，先在彰武东南及西南地区阻击国军廖耀湘兵团西援锦州，尔后协同兄弟部队围歼廖兵团于黑山以东地区。第五纵队歼灭国军1.7万余人，生俘新编第一军中将副军长文小山。1948年11月，根据中共中央军事委员会关于统一全军编制及部队番号的命令，第五纵队改称中国人民解放军第四十二军，军长万毅，政治委员刘兴元，各师分别改成第一二四、第一二五、第一二六师，增编东北军区独立第九师改编的第一五五师。11月至1949年1月，第四十二军参加平津战役，首先攻克昌平、沙河，继而在兄弟部队配合下攻占国军供应基地丰台，同兄弟部队一道完成对北平的包围。1949年4月，第四十二军南下河南，发起安新战役，此后到豫西伏牛山剿匪。是中国人民解放军第四野战军唯一未南渡长江的军。
中华人民共和国成立后，第四十二军调往黑龙江省齐齐哈尔市从事农业生产，预备集体转业。但是1950年6月朝鲜战争爆发时，第四十二军是当时中国东北地区唯一的战斗机动部队，因而在1950年10月成为中国人民志愿军首批入朝参加朝鲜战争的部队，编为中国人民志愿军第四十二军，于1950年10月19日夜跨过鸭绿江进入朝鲜半岛。在朝鲜战场，第四十二军先后参加了第一至第四次战役，1951年夏秋季阵地防御战役，1952年春夏季巩固阵地作战。在第一次战役中，该军第一二四、第一二六师在东线的黄草岭、赴战岭地区阻击美军、韩军的进攻，作战13个昼夜，歼敌2700多人，配合了西线部队的作战。第三七〇团第四连在2天内击退敌军20次进攻，歼敌250多人，获“黄草岭守备英雄连”荣誉称号。第三七一团第四连坚守烟台峰阵地，获“烟台峰守备英雄连”荣誉称号。在第三次战役中，第四十二军与第六十六军共同组成突击集团，组织实施大规模进攻战役，突破“三八线”。1952年10月回国后，第四十二军恢复为中国人民解放军第四十二军，在中国人民解放军全军首批进行了苏式装备改装试点。1952年12月后进驻雷州半岛，隶属中南军区（1955年后改为广州军区）。后来移防广东省惠州市。
1961年4月，378团调浙江组建防化学校，守备23师守备106团转隶改称378团。1964年8月378团各营调广东省军区（1965年1月团机关调归军区后勤部），125师374团转隶改称378团。
1979年，第四十二军参与中越战争。
1985年，在百万大裁军中，陆军第四十二军改编为中国人民解放军陆军第四十二集团军（原代号为中国人民解放军53200部队，后代号改为中国人民解放军75200部队），辖步兵第一二四师、第一二六师和原属第五十五军的第一六三师共计3个步兵师，并编入炮兵第一师（第二次国共内战中由东北炮兵部队组成，是首批入朝参加抗美援朝战争的部队之一。《志愿军战歌》歌词便出自该师第二十六团第五连指导员麻扶摇）、坦克旅、高炮旅。步兵第126师撤消377团，调入373、374团，执行南方乙种步兵师编制，1986年10月由步兵师改为教导师，1989年9月由教导师改为南方乙种步兵师， 撤消374团；1989年11月，373团执行特种警备团编制。
1990年代初，步兵第一二四师成为全军最早一批应急作战机动部队之一，并且担任迎外表演任务。1994年，陆军第四十二集团军参与了组建中国人民解放军驻香港部队的工作，时任陆军第四十二集团军军长刘镇武出任驻香港部队首任司令员，并以步兵第四八七团团部机关、直属队和第一、第二营为主体，加上陆军第四十一集团军“塔山英雄团”一部，组成步兵旅。1996年，步兵第一二六师改为武警机动师。1998年夏，陆军第四十二集团军参加了湖北省荆江的抗洪抢险，步兵第三七二团第四连被中央军委授予“抗洪抢险英雄连”称号。此后，坦克旅改编为装甲旅，高炮旅改编为防空旅，步兵第一六三师第四九八团与原坦克第七师一个团合编为师装甲团，步兵第一二四师一个步兵团改编为装甲团。
2016年，中国人民解放军七大军区撤销，成立五大战区，陆军第四十二集团军划归中国人民解放军南部战区陆军。
2017年4月18日，中共中央总书记、国家主席、中央军委主席习近平在北京市八一大楼接见新调整组建的84个军级单位主官，并对各单位发布训令；中共中央政治局委员、中央军委副主席许其亮宣读习近平主席签发的中央军委关于调整组建军兵种部队和省军区系统军级单位的命令、决定。在这次军级单位调整组建中，以陆军第四十二集团军为基础，调整组建中国人民解放军陆军第七十四集团军。军部驻地广东省惠州市。

## 编制
1985年陆军第四十二军改编为陆军第四十二集团军，辖步兵第一二四师、第一二六师，同时，原属第五十五军的步兵第一六三师调入该军（该师步兵第四八七团最早的前身是参加过秋收起义的“红一团”），并编入炮兵第一师、坦克旅和高炮旅。原第一二五师撤销。1994年，第四十二集团军参与了组建驻香港部队的各项工作，时任军长刘镇武出任驻港部队首任司令员，并以步兵第四八七团团部机关、直属队和第一、第二营为主体，加上第四十一集团军“塔山英雄团”一部分，组成驻港步兵旅。1996年，步兵第一二六师改为直属武警总部的机动师。1998年坦克旅改编为装甲旅，高炮旅改编为防空旅。
2016年深化国防和军队改革前，陆军第四十二集团军下辖：机械化步兵第一二四师、摩托化步兵第一六三师、装甲第十六旅、特种作战旅、远程火箭炮兵旅、防空旅、陆军航空兵第六旅、电子对抗旅，以及集团军直属的通信团、工兵团、防化团等。
2017年陆军第七十四集团军组建后，下辖：

### 直属部队
- 合成第一旅（两栖履带式轻装甲合成部队，主要装备ZTD-05 + ZBD-05）
- 合成第十六旅（履带式装甲合成部队，主要装备ZTZ-96 + ZBD-86A）
- 合成第一二五旅（两栖履带式轻装甲合成部队，主要装备ZTD-05 + ZBD-05）
- 合成第一三二旅（卡车摩托化合成部队）
- 合成第一五四旅（轮式机械化合成部队，主要装备ZTL-11 + ZBL-08）[23]
- 合成第一六三旅（卡车摩托化合成部队）
- 特战第七十四旅
- 陆航第七十四旅
- 炮兵第七十四旅
- 防空第七十四旅
- 工兵第七十四旅[24]
- 防化第七十四旅
- 勤务支援第七十四旅

### 直属单位
- 中国人民解放军陆军第七十四集团军医院

## 历任领导

### 东北野战军第五纵队
| 司令员 - 万毅（1948年3月—1948年11月，东北野战军第五纵队司令员） | 政治委员 - 刘兴元（1948年3月—1948年11月，东北野战军第五纵队政治委员） |

### 中国人民解放军第四十二军
| 中国人民解放军第四十二军军长 - 万毅（1948年11月—1949年3月） - 吴瑞林（1950年10月—1952年11月） - 胡继成（1952年11月—1960年5月） - 黄荣海（1960年5月—1964年5月） - 张荣森（1964年5月—1969年1月） - 张景耀（1969年7月—1969年10月） - 杨针（？—1978年5月） - 魏化杰（1978年5月—1983年5月） - 固辉（1983年5月—1985年8月） 中国人民解放军第四十二军副军长 | 中国人民解放军第四十二军政治委员 - 刘兴元（1948年11月—1950年4月） - 周彪（1950年4月—1952年9月） - 郭成柱（1952年9月—1954年3月） - 陈德（1954年6月—1963年4月） - 任思忠（1963年4月—1967年8月） - 卜占亚（1967年8月—1968年7月） - 王泮文（1968年7月—1971年5月） - 吴耀光（1971年5月—1976年12月） - 陈树福（1976年12月—1979年7月） - 勋励（1979年2月—1979年7月，代理；1979年7月—1983年5月） - 于永波（1983年5月—1985年5月） 中国人民解放军第四十二军副政治委员 |

| 中国人民解放军第四十二军参谋长 - 廖仲符（1950年4月—1952年） | 中国人民解放军第四十二军政治部主任 |

### 中国人民解放军陆军第四十二集团军
| 中国人民解放军陆军第四十二集团军军长 - 陈显华 少将（1985年8月—1990年4月） - 温玉柱 少将（1990年4月—1992年3月） - 刘镇武 少将（1992年3月—1994年3月） - 梁计秋 少将（1994年3月—1997年9月） - 叶爱群 少将（1997年9月—2001年12月） - 刘粤军 少将（2002年1月—2007年6月） - 尤海涛 少将（2007年6月—2013年7月） - 刘小午 少将（2013年7月—2014年12月） - 朱晓辉 少将（2015年3月—2017年） 中国人民解放军陆军第四十二集团军副军长 - 温玉柱 少将（1985年6月—1990年4月） - 刘镇武 少将（1990年7月—1992年3月） - 贾富坤 少将（？—1995年1月） - 王桂云 少将（？—？） - 罗来胜 少将（1997年—1999年4月） - 吕德松 少将（1999年—2002年7月） - 辛荣国 少将（2001年—2003年4月） - 尤海涛 少将（2002年12月—2007年6月） - 李保水 少将（2005年4月—？） - 张永大 少将（2003年8月—2009年3月） - 谭本宏 少将（2007年9月—2010年3月） - 王兵 少将（2009年7月—？） - 张践 少将（2011年—？） - 张利明 少将（？—2014年12月） - 邹美余 少将（2014年—2017年） - 林火茂 少将（2014年12月—2017年） | 中国人民解放军陆军第四十二集团军政治委员 - 雷鸣球 少将（1985年8月—1992年11月） - 乔新柱 少将（1993年2月—1995年2月） - 邓汉民 少将（1995年2月—2002年11月） - 张阳 少将（2002年11月—2005年7月） - 岳世鑫 少将（2005年7月—2012年7月） - 陈杰 少将（2012年7月—2016年） - 张孟滨 少将（2016年9月—2017年） 中国人民解放军陆军第四十二集团军副政治委员 - 乔新柱 少将（1985年8月—1993年2月） - 周遇奇 少将（1995年2月—1997年9月） - 李今伟 少将（？—1999年2月20日） - 张汝成 少将（1997年9月—1999年9月） - 秦国光 少将（2002年7月—2003年12月） - 秦文国 少将（2003年—2005年5月） - 李有新 少将（2003年3月—2011年8月） - 贺江波 少将（2005年5月—2006年3月） - 李国富 少将（2007年8月—2009年9月9日逝世） - 陈杰 少将（？—2012年7月） - 卢少平 少将（2012年12月—2015年3月） - 祝运璇 少将（2015年3月—2017年） |

| 中国人民解放军陆军第四十二集团军参谋长 - 刘镇武 少将（1985年—1990年7月） - 宋文汉 少将（1990年4月—1991年） - 叶爱群 少将（1991年—1994年） - 吕德松 少将（1997年—1999年） - 辛荣国 少将（1999年—2001年） - 张永大 少将（2001年—2003年） - 李国富 少将（2003年—2007年8月） - 张践 少将（2007年12月—2011年） - 张利明 少将（2011年—？） - 林火茂 少将（？—2014年12月） - 陈相文 少将（2014年12月—2017年） | 中国人民解放军陆军第四十二集团军政治部主任 - 邓正明 少将（1985年8月—1990年6月） - 梁计秋 少将（1990年6月—1992年3月） - 林少玉 少将（？—？） - 李今伟 少将（1996年7月—？) - 张汝成 少将（1993年2月—1997年9月） - 唐朝转 少将（？—？） - 张阳 少将（2000年—2002年11月） - 刘长银 少将（？—？） - 王建伟 少将（2002年—2006年3月） - 吴社洲 少将（2006年5月—2011年9月1日） - 卢少平 少将（2011年9月—2012年9月） - 祝运璇 少将（2012年9月—2015年） - 胡世军 少将（2015年—2017年） |

### 中国人民解放军陆军第七十四集团军
| 中国人民解放军陆军第七十四集团军军长 1. 徐向华 少将（2017年3月—2018年8月） 2. 洪江强 少将（2018年8月—） 中国人民解放军陆军第七十四集团军副军长 - 邹美余 少将（2017年—） - 张利民 大校（2017年—） | 中国人民解放军陆军第七十四集团军政治委员 1. 刘洪军 少将（2017年3月—） 中国人民解放军陆军第七十四集团军副政治委员 - 李振领 少将（2017年—） |

| 中国人民解放军陆军第七十四集团军参谋长 1. 李斌 少将（2017年—） 中国人民解放军陆军第七十四集团军副参谋长 | 中国人民解放军陆军第七十四集团军政治工作部主任 1. 刘本成 少将（2017年—） 中国人民解放军陆军第七十四集团军政治工作部副主任 |

| 中国人民解放军陆军第七十四集团军侦查科长 - 赵国峰 中校（2017年—） 中国人民解放军陆军第七十四集团军保障部副部长 | 中国人民解放军陆军第七十四集团军纪律检查委员会书记 - 李振领 少将（2017年—，副政治委员兼） 中国人民解放军陆军第七十四集团军纪律检查委员会副书记 |

## 荣誉
曾被授予荣誉称号的单位有：
- 红一团：原陆军第四十二集团军步兵第一六三师第四八七团。2017年转隶陆军第七十四集团军，以红一团为主组建某合成旅[37]
- 白台山英雄团：原陆军第四十一集团军步兵第一二三师第三六九团（原东北野战军四纵十二师三十五团）。2017年转隶陆军第七十四集团军某旅[37][38]
- 狼牙山五壮士连：原陆军第四十二集团军步兵第一六三师第四八七团三营七连。2017年转隶陆军第七十四集团军[37]
- 英雄坦克营：原陆军第四十一集团军装甲旅坦克三营，现为合成第十六旅三营
- 能攻善守英雄营：原陆军第四十二集团军步兵第一六三师第四八八团第三营
- 穿插英雄营：原陆军第四十二集团军步兵第一二四师第三七二团第一营[39]
- 蟠龙山英雄连：原陆军第四十二集团军步兵第一二四师第三七二团第六连
- 黄草岭守备英雄连：原陆军第四十二集团军步兵第一二四师第三七〇团第四连
- 烟台峰守备英雄连：原陆军第四十二集团军步兵第一二四师第三七一团第四连
- 三八线尖刀英雄连、抗洪抢险英雄连：原陆军第四十二集团军步兵第一二四师第三七二团第四连
- 攻坚英雄连：原陆军第四十二集团军步兵第一六三师四八九团三营七连
- 硬骨头六连：原陆军第一集团军机械化步兵第一师第一团第六连。2017年转隶陆军第七十四集团军某旅[37][40][41]
- 黄土岭功臣炮连：原中国人民解放军驻香港部队某连。2017年转隶陆军第七十四集团军某合成旅[37][42]
- 密云尖刀连：原陆军第四十二集团军某连。2017年转隶陆军第七十四集团军某合成旅[37][43]
- 北上抗日先锋连：原陆军第四十二集团军某炮兵旅一营三连。2017年转隶陆军第七十四集团军[37][44]
- 刺刀见红连：原海南省军区某旅（由原同番号师于2003年缩编而成）某团一连。2017年转隶陆军第七十四集团军[37][45]